# 헌팅턴 플레이스
헌팅턴 플레이스(영어: Huntington Place)는 미국 미시간주 디트로이트에 위치한 실내 경기장이다. 과거 NBA 디트로이트 피스턴스와 WHA 미시간 스택스가 부속 건물인 TCF 아레나(영어: TCF Arena)를 홈경기장으로 사용했다.

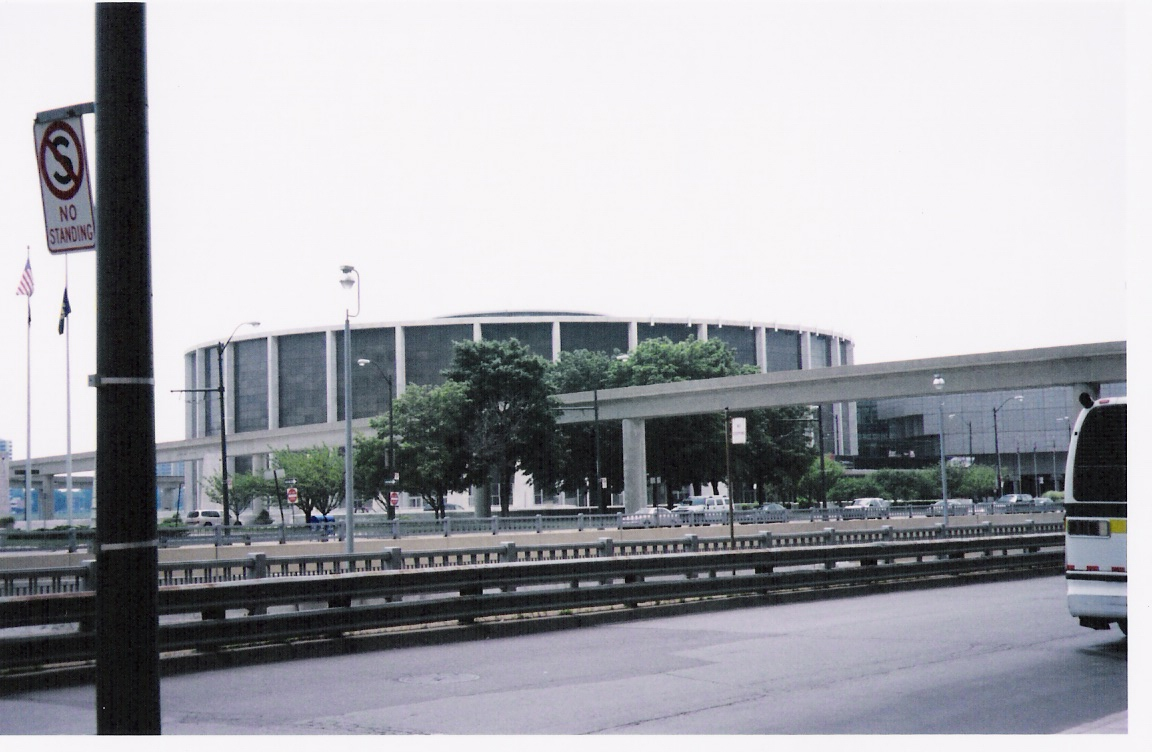
코보 아레나 모습